# Manabu Watanabe
Manabu Watanabe (渡部 学 Watanabe Manabu?, nacido el 5 de octubre de 1986 en Osaka) es un exfutbolista japonés. Jugaba de delantero y su último club fue el YSCC Yokohama de Japón.

## Trayectoria

### Clubes
| Club                | País  | Año         |
| ------------------- | ----- | ----------- |
| Mito HollyHock      | Japón | 2005 - 2006 |
| Fukushima United FC | Japón | 2007 - 2010 |
| YSCC Yokohama       | Japón | 2012 - 2013 |